# Cryptoblepharus cognatus
Espèce
Synonymes
- Ablepharus boutonii var. cognatus Boettger, 1881

Cryptoblepharus cognatus est une espèce de sauriens de la famille des Scincidae.

## Répartition
Cette espèce est endémique de Madagascar. Elle se rencontre sur les îles de Nosy Tanikely, de Nosy Sakatia, de Nosy Mitsio, de Nosy Fanihy et de Nosy Be.

## Publication originale
- Boettger, 1881 : Diagnoses reptilium et batrachiorum novorum ab ill. Antonio Stumpff in insula Nossi-Bé Madagascariensi lectorum. Zoologischer Anzeiger, vol. 4, p. 358-362 (texte intégral).